# 1144 Oda
1144 Oda är en asteroid i huvudbältet som upptäcktes den 28 januari 1930 av den tyske astronomen Karl Wilhelm Reinmuth. Dess preliminära beteckning var 1930 BJ. Den fick senare ett flicknamn ur kalendern Der Lahrer hinkende Bote. Reinmuth hade vid det laget upptäckt så många asteroider att namngivningen inte längre hade någon koppling till hans omgivning.
Odas senaste periheliepassage skedde den 27 mars 2022. Dess rotationstid har beräknats till 14,4 timmar.